# Mermaids
Mermaids (Sirenas, en España, México y Venezuela; Mi madre es una sirena, en otros países de Hispanoamérica) es una película estadounidense de comedia y drama de 1990 dirigida por Richard Benjamin y protagonizada por Cher, Bob Hoskins, Winona Ryder (que estuvo nominada a un Premio Globo de Oro por mejor actriz de reparto por su papel) y Christina Ricci en su primer papel. Está basada en la novela homónima escrita en 1986 por Patty Dann.

## Sinopsis
Sirenas está narrada en primera persona por Charlotte Flax, una chica de 15 años que no conoce a su padre pero cuyo mayor deseo es poder conocerlo aun teniendo solo dos recuerdos de él. Vive con su excéntrica madre Rachel (a quien ella llama "la señora Flax") y con su hermana Kate (que llama a su madre por su nombre de pila).
La narración comienza a principios del otoño de 1963, justo cuando la última aventura amorosa de Rachel con su jefe casado termina y decide trasladarse una vez más. Esta vez, ella y las chicas se mueven a una nueva casa cerca de un convento en la pequeña ciudad de Eastport, Massachusetts. Charlotte tiene una obsesión con el catolicismo e idolatra a las monjas que viven en el convento, por eso siempre es molestada por Rachel, quien le dice "Charlotte, somos judíos". Kate, por su parte, ama los océanos y la natación y al parecer aprendió a hacerlo cuando era bebé. Ganó muchas competiciones de natación. A diferencia de su hermana, ella no está interesada en conocer a su padre.
En la nueva ciudad, Charlotte está especialmente interesada en Joe, el cuidador guapo de 26 años de edad del convento y el conductor del autobús escolar local, mientras que Rachel se enamora de un propietario de una tienda local llamado Lou. Tras el asesinato de John F. Kennedy, Charlotte besa a Joe en el campanario donde él toca la campana de la iglesia. Después del encuentro, ella comienza el ayuno a fin de purgar sus pensamientos pecaminosos. Pronto teme que Dios la estuviera castigando haciendo que quede embarazada, y (incapaz de hablar con su madre sobre eso) roba el auto de Rachel y se escapa. Se detiene en la casa de una «tradicional familia perfecta», en Connecticut, y les dice que su nombre es Sal Val y otras historias salvajes (que no parecen creer completamente). Ella más tarde es recogida por Lou y llevada a casa, donde ella va a ver a un obstetra y se le dice que ella todavía es virgen. Después de componerse la cosas, se da la noticia de que habrá una fiesta de disfraces, Rachel decide disfrazarse de sirena y juega con sus hijas, quienes se llaman sirenas una a la otra.
En la fiesta de disfraces de Año Nuevo, Lou le pregunta a Rachel de vivir con él, pero ella se niega y tienen una gran pelea. Ella le pide a Joe que la lleve a casa después de que ella lo besa. Charlotte los ve y siente que su madre está tratando de robar su interés amoroso. Esa noche se viste con la ropa de Rachel y maquillaje de ella. Celebra el año nuevo con Kate, se emborrachan con vino. Luego la lleva al convento a ver a Joe. Kate decide quedarse atrás y recoger rocas mientras Charlotte sube al campanario y termina por perder su virginidad con Joe. Sin ellos saberlo Kate cae en un río y casi se ahoga, después llegan las monjas y la sacan del río. Rachel está muy enfadada por el giro de los acontecimientos, y ella y Charlotte tienen una gran pelea donde Charlotte llama indirectamente a su madre mujerzuela, recibiendo una fuerte cachetada, sin embargo esto apacigua las palabras. Después de una conversación sobre el padre de Charlotte, Joe y otros asuntos, Rachel decide a mudarse de nuevo para evitar la vergüenza ya que todo el pueblo está hablando de Charlotte y Joe. Sin embargo, al final Charlotte la convence de quedarse allí por lo menos durante un año más.
Rachel se queda y avanza su relación con Lou. Joe se va del pueblo pero se mantiene en contacto a través de postales, mientras que Charlotte toma los mitos griegos como su nueva pasión. Kate se recupera de su accidente (aunque con un poco de sordera), y la película termina con la familia poniendo la mesa para la cena (algo que nunca hicieron antes que Lou entrara en sus vidas). Todos bailan y Kate decide meter una piscina en la casa pero Rachel inmediatamente le dice que no. En los créditos se escucha la versión de Cher de la canción «The Shoop Shoop Song (It's in His Kiss)».

## Elenco
- Cher como Rachel Flax
- Winona Ryder como Charlotte Flax
- Christina Ricci como Kate Flax
- Bob Hoskins como Lou Landsky
- Michael Schoeffling como Joe Peretti
- Caroline McWilliams como Carrie

## Producción
El papel de Charlotte fue adjudicado inicialmente a Emily Lloyd. Ella había comenzado el rodaje de la película, cuando Cher supuestamente hizo una queja de que no podía interpretar a su hija porque ella era demasiado rubia y Winona Ryder la reemplazó. Esta declaración fue bastante irónica teniendo en cuenta que todos los hijos en la vida real de Cher son rubios.
Lloyd demandó a Orion Pictures corporaciones y Mermaid Productions y llegaron a un acuerdo en el segundo día del juicio, 30 de julio de 1991.
Este iba a ser el debut en el cine americano, del director Lasse Hallström hasta que supuestamente tuvo una discusión con la actriz Cher y fue reemplazado, primero por Frank Oz y luego por Richard Benjamin.

## Recepción crítica
Mermaids tiene actualmente una calificación de 73% en Rotten Tomatoes que indica críticas muy positivas.
 Time Out New York escribió: «La película está cargada de detalles curiosos y observaciones, y su preocupación por todas las cosas acuáticas (como la hermana menor que es una nadadora, los vestidos de la mamá como una sirena para la víspera de Año Nuevo, etc.) está sobrecargada de un gran trabajo. La caracterización con Charlotte y su madre es demasiado ensimismada para envolver a nuestras simpatías. Fundamentalmente, no son tan graciosas».
Vincent Canby del New York Times escribió: «Sirenas, adaptada por el escritor inglés June Roberts a partir de la novela de Patty Dann, es terriblemente amable y una chistosa comedia sobre el crecimiento de una persona».

## Recaudación
El presupuesto que Orion destinó a la película fue de US$24 000 000.
La película fue un éxito taquillero en Estados Unidos, recaudando el 50% de las ganancias. Por su parte recaudó el otro 50% alrededor del mundo. Recaudó en su primera semana US$3 514 678, lo cual no fue un muy buen comienzo pero se recuperó con el tiempo. Su éxito fue moderado, pero le dio fama a todos los actores principales, en especial a Cher. Su recaudación total fue de US$110 500 000 en todo el mundo. Fue la novena película más taquillera en 1990.